# Großer Preis der USA 2006
Der Große Preis der USA 2006 (offiziell 2006 Formula 1 United States Grand Prix) fand am 2. Juli auf dem Indianapolis Motor Speedway in Indianapolis statt und war das zehnte Rennen der Formel-1-Weltmeisterschaft 2006.

## Bericht

### Hintergrund
Nach dem Großen Preis von Kanada führte Fernando Alonso in der Fahrerwertung mit 25 Punkten vor Michael Schumacher und mit 45 Punkten vor Kimi Räikkonen. In der Konstrukteurswertung führte Renault mit 34 Punkten vor Ferrari und mit 56 Punkten vor McLaren-Mercedes.

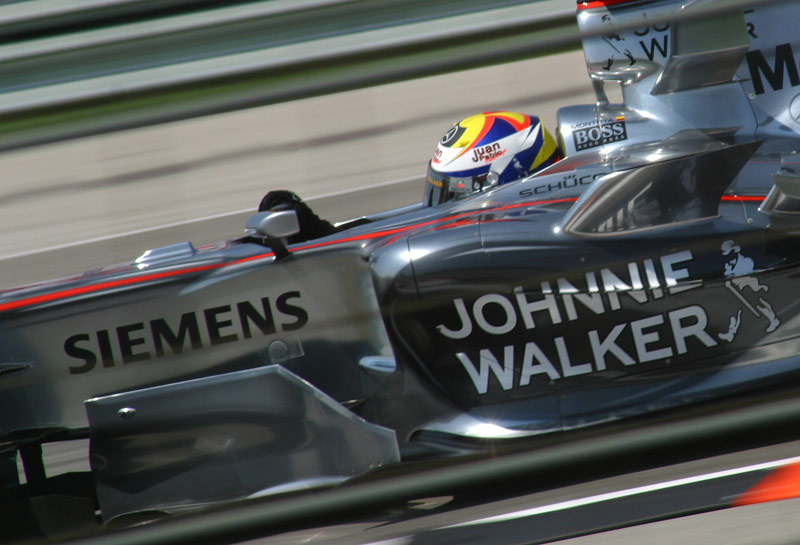
Juan Pablo Montoya bei seinem letzten Formel-1-Einsatz

Für den siebenmaligen Rennsieger Juan Pablo Montoya sollte es das letzte Grand Prix-Wochenende werden. Montoya verließ McLaren wenige Tage nach dem Rennen und kündigte seinen Wechsel zu NASCAR für die Saison 2007 zu Chip Ganassi Racing an.
Mit Michael Schumacher (viermal) und Rubens Barrichello (einmal) traten zwei ehemalige Sieger zu diesem Grand Prix an.

### Training
Die letzten sechs Teams der Konstrukteursmeisterschaft 2005 waren berechtigt am Freitag im freien Training ein drittes Auto einzusetzen, selbiges galt für das neue elfte Team Super Aguri. Diese Fahrer fuhren am Freitag, traten aber weder im Qualifying noch im Rennen an. Alexander Wurz (Williams), Anthony Davidson (Honda), Robert Doornbos (Red Bull), Robert Kubica (BMW Sauber), Giorgio Mondini (Spyker), Neel Jani (Toro Rosso) und Sakon Yamamoto (Super Aguri) nahmen in dieser Funktion an den Freitagstrainings teil.
Im ersten freien Training fuhr Davidson mit 1:12,083 die schnellste Runde vor Michael Schumacher und Kubica.
Im zweiten freien Training fuhr Davidson erneut die schnellste Runde, dieses Mal gefolgt von Kubica und Giancarlo Fisichella.
Im dritten freien Training platzierte sich dann Michael Schumacher an der Spitze vor Felipe Massa und Fisichella.

### Qualifying
Das Qualifying wurde in drei Qualifikationsabschnitten ausgetragen. In den beiden ersten schieden die jeweils sechs langsamsten Fahrer aus, im letzten wurde um die Pole-Position gefahren.
Mit Michael Schumacher und Massa dominierten die beiden Ferrari-Piloten alle drei Abschnitte des Qualifyings und bildeten entsprechend auch eine reine rote erste Startreihe mit Michael Schumacher vor Massa. Für Michael Schumacher war es die 67. Karriere-Pole. Fisichella folgte auf dem dritten Platz.
Im ersten Qualifikationsabschnitt (Q1) schieden die beiden Super Aguri, David Coulthard, Nico Rosberg, Jarno Trulli und Vitantonio Liuzzi aus.

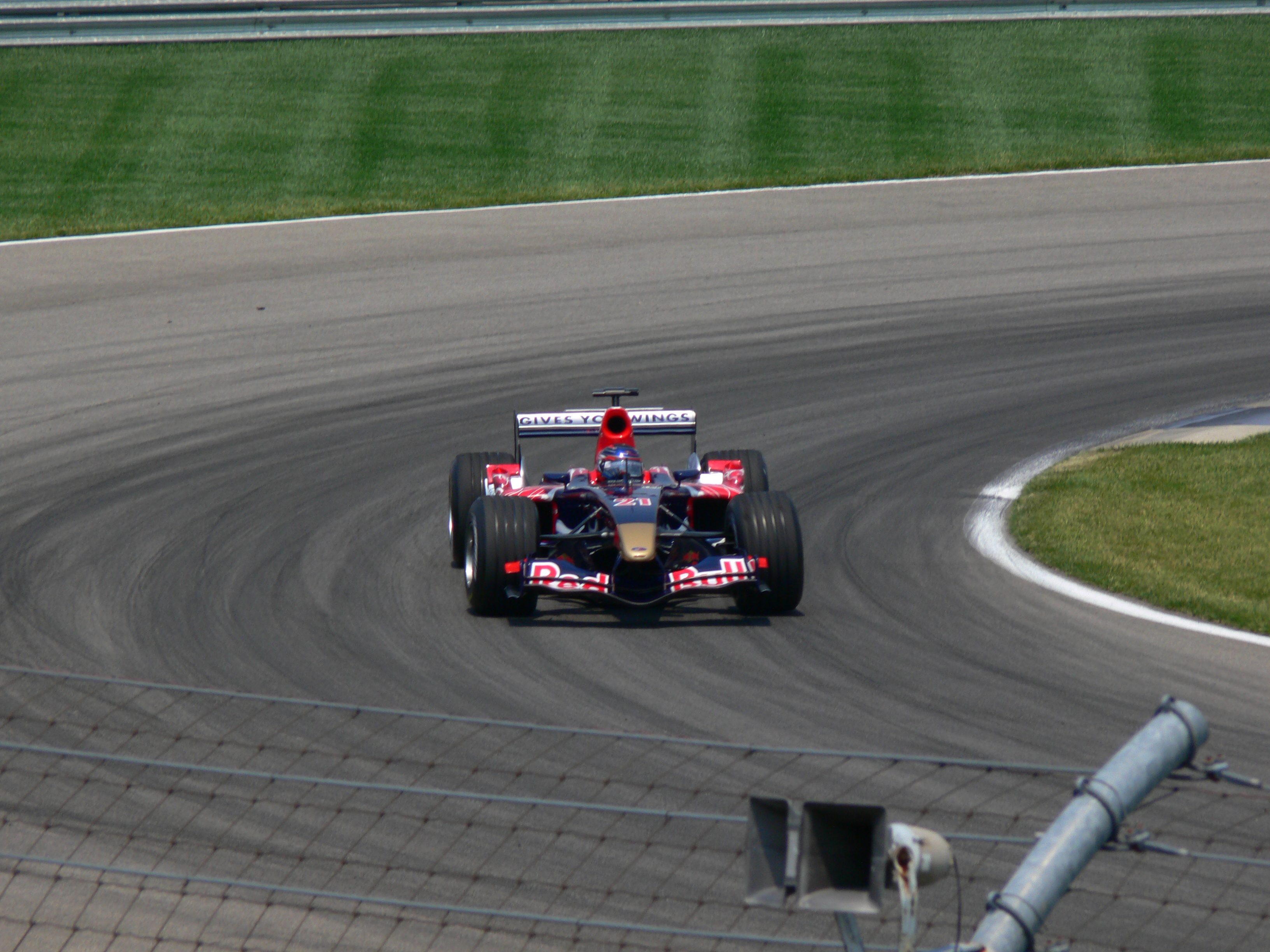
Scott Speed qualifizierte sich als 13. bei seinem Heimrennen

Im zweiten Qualifikationsabschnitt (Q2) erwischte es dann Montoya, Mark Webber, Scott Speed, die beiden Midland und Christian Klien.

### Rennen
Massa übernahm nach dem Start die Führung, gefolgt von Michael Schumacher. Das Rennen begann mit zwei schweren Unfällen, bei denen sieben Autos ausfielen. In der ersten Kurve kollidierte Webber mit Klien, der sich daraufhin drehte und von Franck Montagny getroffen wurde. In Kurve zwei schob Montoya seinen Teamkollegen Räikkönen in einen Dreher. Montoya duellierte sich dann mit Jenson Button, dessen rechter Vorderreifen von Nick Heidfeld erfasst wurde. Auch Speed musste aufgeben. Keiner der Fahrer wurde verletzt. Button konnte zunächst weiter fahren, musste dann in der dritten Runde wegen eines beschädigten Lenkschutzbügels ebenfalls aufgeben. In der sechsten Runde kollidierten dann noch Takuma Satō und Tiago Monteiro und schieden in der Folge auch aus.
In der 20. Runde legte Massa, der Führende des Rennens, seinen Boxenstopp ein. Eine Runde später als der Stopp von Michael Schumacher, der es schaffte seinen Teamkollegen dadurch zu überholen. Alonso übernahm die Führung, wenn auch nur für eine Runde, denn auch er legte seinen Boxenstopp ein und kam zunächst hinter Michael Schumacher zurück auf die Strecke. Bis zum Ende des Rennens wurde Alonso noch von Massa, Fisichella und Jarno Trulli, welcher aus der Box startete, überholt, sodass der WM-Führende das Rennen auf Platz fünf beendete. Barrichello, Coulthard und Liuzzi belegten die restlichen Punkteplatzierungen. Für Liuzzi war es der erste Punkt seit dem Großen Preis von San Marino 2005 und für Toro Rosso der ersten Punkt in der Formel-1-Weltmeisterschaft.

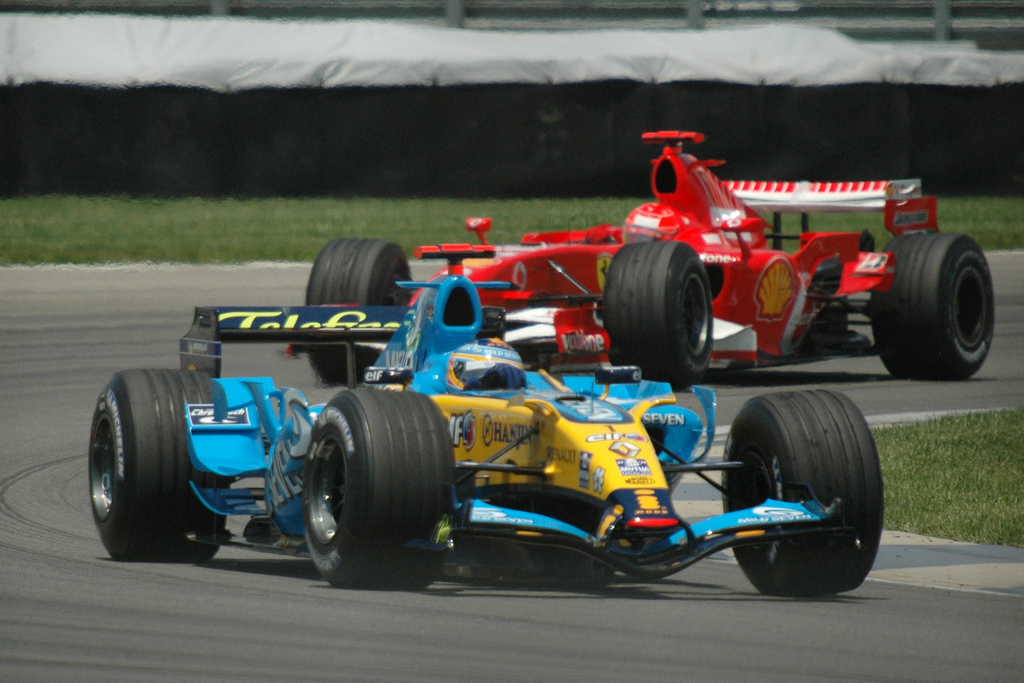
Die WM-Titelrivalen Fernando Alonso und Michael Schumacher

In der Fahrerwertung konnte Michael Schumacher seinen Rückstand auf den Führenden Alonso verkürzen. Fisichella war neuer Dritter. In der Konstrukteurswertung blieben die ersten drei Positionen unverändert.

## Meldeliste
| Team                              | Nr. | Fahrer               | Chassis          | Motor                | Reifen |
| --------------------------------- | --- | -------------------- | ---------------- | -------------------- | ------ |
| Mild Seven Renault F1 Team        | 01  | Fernando Alonso      | Renault R26      | Renault 2.4 V8       | M      |
| Mild Seven Renault F1 Team        | 02  | Giancarlo Fisichella | Renault R26      | Renault 2.4 V8       | M      |
| Team McLaren Mercedes             | 03  | Kimi Räikkönen       | McLaren MP4-21   | Mercedes-Benz 2.4 V8 | M      |
| Team McLaren Mercedes             | 04  | Juan Pablo Montoya   | McLaren MP4-21   | Mercedes-Benz 2.4 V8 | M      |
| Scuderia Ferrari Marlboro         | 05  | Michael Schumacher   | Ferrari 248 F1   | Ferrari 2.4 V8       | B      |
| Scuderia Ferrari Marlboro         | 06  | Felipe Massa         | Ferrari 248 F1   | Ferrari 2.4 V8       | B      |
| Panasonic Toyota Racing           | 07  | Ralf Schumacher      | Toyota TF106B    | Toyota 2.4 V8        | B      |
| Panasonic Toyota Racing           | 08  | Jarno Trulli         | Toyota TF106B    | Toyota 2.4 V8        | B      |
| Williams F1 Team                  | 09  | Mark Webber          | Williams FW28    | Cosworth 2.4 V8      | B      |
| Williams F1 Team                  | 10  | Nico Rosberg         | Williams FW28    | Cosworth 2.4 V8      | B      |
| Williams F1 Team                  | 35  | Alexander Wurz       | Williams FW28    | Cosworth 2.4 V8      | B      |
| Lucky Strike Honda Racing F1 Team | 11  | Rubens Barrichello   | Honda RA106      | Honda 2.4 V8         | M      |
| Lucky Strike Honda Racing F1 Team | 12  | Jenson Button        | Honda RA106      | Honda 2.4 V8         | M      |
| Lucky Strike Honda Racing F1 Team | 36  | Anthony Davidson     | Honda RA106      | Honda 2.4 V8         | M      |
| Red Bull Racing                   | 14  | David Coulthard      | Red Bull RB2     | Ferrari 2.4 V8       | M      |
| Red Bull Racing                   | 15  | Christian Klien      | Red Bull RB2     | Ferrari 2.4 V8       | M      |
| Red Bull Racing                   | 37  | Robert Doornbos      | Red Bull RB2     | Ferrari 2.4 V8       | M      |
| BMW Sauber F1 Team                | 16  | Nick Heidfeld        | BMW Sauber F1.06 | BMW 2.4 V8           | M      |
| BMW Sauber F1 Team                | 17  | Jacques Villeneuve   | BMW Sauber F1.06 | BMW 2.4 V8           | M      |
| BMW Sauber F1 Team                | 38  | Robert Kubica        | BMW Sauber F1.06 | BMW 2.4 V8           | M      |
| Spyker MF1 Team                   | 18  | Tiago Monteiro       | Midland M16      | Toyota 2.4 V8        | B      |
| Spyker MF1 Team                   | 19  | Christijan Albers    | Midland M16      | Toyota 2.4 V8        | B      |
| Spyker MF1 Team                   | 39  | Giorgio Mondini      | Midland M16      | Toyota 2.4 V8        | B      |
| Scuderia Toro Rosso               | 20  | Vitantonio Liuzzi    | Toro Rosso STR1  | Cosworth 3.0 V10     | M      |
| Scuderia Toro Rosso               | 21  | Scott Speed          | Toro Rosso STR1  | Cosworth 3.0 V10     | M      |
| Scuderia Toro Rosso               | 40  | Neel Jani            | Toro Rosso STR1  | Cosworth 3.0 V10     | M      |
| Super Aguri Formula 1             | 22  | Takuma Satō          | Super Aguri SA06 | Honda 2.4 V8         | B      |
| Super Aguri Formula 1             | 23  | Franck Montagny      | Super Aguri SA06 | Honda 2.4 V8         | B      |
| Super Aguri Formula 1             | 41  | Sakon Yamamoto       | Super Aguri SA06 | Honda 2.4 V8         | B      |

Anmerkungen
1. 1 2 3 4 5 6 7  Nahm nur an den Freitagstrainings teil.

## Klassifikationen

### Qualifying
| Pos. | Fahrer               | Konstrukteur        | Q1       | Q2       | Q3       | Start |
| ---- | -------------------- | ------------------- | -------- | -------- | -------- | ----- |
| 01   | Michael Schumacher   | Ferrari             | 1:11,588 | 1:10,636 | 1:10,832 | 01    |
| 02   | Felipe Massa         | Ferrari             | 1:11,088 | 1:11,146 | 1:11,435 | 02    |
| 03   | Giancarlo Fisichella | Renault             | 1:12,287 | 1:11,200 | 1:11,920 | 03    |
| 04   | Rubens Barrichello   | Honda               | 1:12,156 | 1:11,263 | 1:12,109 | 04    |
| 05   | Fernando Alonso      | Renault             | 1:12,416 | 1:11,877 | 1:12,449 | 05    |
| 06   | Jacques Villeneuve   | BMW Sauber          | 1:12,114 | 1:11,724 | 1:12,479 | 06    |
| 07   | Jenson Button        | Honda               | 1:12,238 | 1:11,865 | 1:12,523 | 07    |
| 08   | Ralf Schumacher      | Toyota              | 1:11,879 | 1:11,673 | 1:12,795 | 08    |
| 09   | Kimi Räikkönen       | McLaren-Mercedes    | 1:12,777 | 1:12,135 | 1:13,174 | 09    |
| 10   | Nick Heidfeld        | BMW Sauber          | 1:11,891 | 1:11,718 | 1:15,280 | 10    |
| 11   | Juan Pablo Montoya   | McLaren-Mercedes    | 1:12,477 | 1:12,150 | –        | 11    |
| 12   | Mark Webber          | Williams-Cosworth   | 1:12,935 | 1:12,292 | –        | 12    |
| 13   | Scott Speed          | Toro Rosso-Cosworth | 1:13,167 | 1:12,792 | –        | 13    |
| 14   | Christijan Albers    | MF1 Racing          | 1:12,711 | 1:12,854 | –        | 14    |
| 15   | Tiago Monteiro       | MF1 Racing          | 1:12,627 | 1:12,864 | –        | 15    |
| 16   | Christian Klien      | Red Bull-Ferrari    | 1:12,773 | 1:12,925 | –        | 16    |
| 17   | David Coulthard      | Red Bull-Ferrari    | 1:13,180 | –        | –        | 17    |
| 18   | Takuma Satō          | Super Aguri-Honda   | 1:13,496 | –        | –        | 18    |
| 19   | Nico Rosberg         | Williams-Cosworth   | 1:13,506 | –        | –        | 21    |
| 20   | Jarno Trulli         | Toyota              | 1:13,787 | –        | –        | Box   |
| 21   | Vitantonio Liuzzi    | Toro Rosso-Cosworth | 1:14,041 | –        | –        | 20    |
| 22   | Franck Montagny      | Super Aguri-Honda   | 1:16,036 | –        | –        | 19    |

Anmerkungen
1. ↑  Rosberg erhielt zwei Rückversetzungen wegen Missachtens von Wiegebefehlen.
2. ↑  Trulli startete das Rennen aus der Boxengasse.
3. ↑  Liuzzi erhielt aufgrund eines Motorenwechsels eine Startplatzstrafe von zehn Plätzen.

### Rennen
| Pos. | Fahrer               | Konstrukteur        | Runden | Stopps | Zeit        | Start | Schnellste Runde |
| ---- | -------------------- | ------------------- | ------ | ------ | ----------- | ----- | ---------------- |
| 01   | Michael Schumacher   | Ferrari             | 73     | 2      | 1:34:35,199 | 01    | 1:12,719 (56.)   |
| 02   | Felipe Massa         | Ferrari             | 73     | 2      | + 7,984     | 02    | 1:12,954 (29.)   |
| 03   | Giancarlo Fisichella | Renault             | 73     | 2      | + 16,595    | 03    | 1:13,131 (28.)   |
| 04   | Jarno Trulli         | Toyota              | 73     | 1      | + 23,604    | Box   | 1:13,269 (37.)   |
| 05   | Fernando Alonso      | Renault             | 73     | 2      | + 28,410    | 05    | 1:13,316 (72.)   |
| 06   | Rubens Barrichello   | Honda               | 73     | 2      | + 36,516    | 04    | 1:13,611 (47.)   |
| 07   | David Coulthard      | Red Bull-Ferrari    | 72     | 1      | + 1 Runde   | 17    | 1:14,730 (33.)   |
| 08   | Vitantonio Liuzzi    | Toro Rosso-Cosworth | 72     | 1      | + 1 Runde   | 20    | 1:14,286 (41.)   |
| 09   | Nico Rosberg         | Williams-Cosworth   | 72     | 1      | + 1 Runde   | 21    | 1:14,707 (42.)   |
| –    | Ralf Schumacher      | Toyota              | 62     | 2      | DNF         | 08    | 1:13,225 (29.)   |
| –    | Christijan Albers    | MF1 Racing          | 37     | 3      | DNF         | 14    | 1:14,731 (34.)   |
| –    | Jacques Villeneuve   | BMW Sauber          | 23     | 0      | DNF         | 06    | 1:13,934 (19.)   |
| –    | Tiago Monteiro       | MF1 Racing          | 9      | 1      | DNF         | 15    | 1:22,036 (09.)   |
| –    | Takuma Satō          | Super Aguri-Honda   | 6      | 0      | DNF         | 18    | 1:43,802 (06.)   |
| –    | Jenson Button        | Honda               | 3      | 1      | DNF         | 07    | 2:04,692 (02.)   |
| –    | Nick Heidfeld        | BMW Sauber          | 0      | 0      | DNF         | 10    | –                |
| –    | Christian Klien      | Red Bull-Ferrari    | 0      | 0      | DNF         | 16    | –                |
| –    | Mark Webber          | Williams-Cosworth   | 0      | 0      | DNF         | 12    | –                |
| –    | Franck Montagny      | Super Aguri-Honda   | 0      | 0      | DNF         | 19    | –                |
| –    | Juan Pablo Montoya   | McLaren-Mercedes    | 0      | 0      | DNF         | 11    | –                |
| –    | Scott Speed          | Toro Rosso-Cosworth | 0      | 0      | DNF         | 13    | –                |
| –    | Kimi Räikkönen       | McLaren-Mercedes    | 0      | 0      | DNF         | 09    | –                |

## WM-Stände nach dem Rennen
Die ersten acht des Rennens bekamen 10, 8, 6, 5, 4, 3, 2 bzw. 1 Punkt(e)

### Fahrerwertung
| Pos. | Fahrer               | Konstrukteur     | Punkte |
| ---- | -------------------- | ---------------- | ------ |
| 01   | Fernando Alonso      | Renault          | 88     |
| 02   | Michael Schumacher   | Ferrari          | 69     |
| 03   | Giancarlo Fisichella | Renault          | 43     |
| 04   | Kimi Räikkönen       | McLaren-Mercedes | 39     |
| 05   | Felipe Massa         | Ferrari          | 36     |
| 06   | Juan Pablo Montoya   | McLaren-Mercedes | 26     |
| 07   | Jenson Button        | Honda            | 16     |
| 08   | Rubens Barrichello   | Honda            | 16     |
| 09   | Nick Heidfeld        | BMW Sauber       | 12     |
| 11   | David Coulthard      | Red Bull-Ferrari | 10     |
| 10   | Ralf Schumacher      | Toyota           | 8      |
| 12   | Jarno Trulli         | Toyota           | 8      |

| Pos. | Fahrer             | Konstrukteur        | Punkte |
| ---- | ------------------ | ------------------- | ------ |
| 13   | Jacques Villeneuve | BMW Sauber          | 7      |
| 14   | Mark Webber        | Williams-Cosworth   | 6      |
| 15   | Nico Rosberg       | Williams-Cosworth   | 4      |
| 16   | Vitantonio Liuzzi  | Toro Rosso-Cosworth | 1      |
| 17   | Christian Klien    | Red Bull-Ferrari    | 1      |
| 18   | Scott Speed        | Toro Rosso-Cosworth | 0      |
| 19   | Christijan Albers  | MF1 Racing          | 0      |
| 20   | Tiago Monteiro     | MF1 Racing          | 0      |
| 21   | Takuma Satō        | Super Aguri-Honda   | 0      |
| 22   | Yūji Ide           | Super Aguri-Honda   | 0      |
| 23   | Franck Montagny    | Super Aguri-Honda   | 0      |

### Konstrukteurswertung
| Pos. | Konstrukteur     | Punkte |
| ---- | ---------------- | ------ |
| 01   | Renault          | 131    |
| 02   | Ferrari          | 105    |
| 03   | McLaren-Mercedes | 65     |
| 04   | Honda            | 32     |
| 05   | BMW Sauber       | 19     |
| 06   | Toyota           | 16     |

| Pos. | Konstrukteur        | Punkte |
| ---- | ------------------- | ------ |
| 07   | Red Bull-Ferrari    | 11     |
| 08   | Williams-Cosworth   | 10     |
| 09   | Toro Rosso-Cosworth | 1      |
| 10   | MF1 Racing          | 0      |
| 11   | Super Aguri-Honda   | 0      |